# Tati Quebra-Barraco
Tatiana de Santos Lourenço (Río de Janeiro, 20 de septiembre de 1979), también conocida como Tati Quiebra-Barraco, es una cantante y compositora brasileña de funk carioca, siendo reconocida como una de las pioneras en el género musical, y una de las principales exponentes del estilo.

## Biografía
Tatiana nació y creció en la periferia de Río de Janeiro, en la favela de Ciudad de Dios. En entrevista al programa de televisión The Noite, dijo haber como inspiración musical la cantante pop mexicana Thalía.
Su obra posee canciones que hablan abiertamente de sexo, empoderamiento femenino, independencia y amor propio. Por eso, Tati Quebra-Barraco se hizo un icono feminista y de la población LGBT. Entre sus mayores éxitos, están las canciones "Boladona", "Desce Glamurosa", "Sou Feia Mas Tô na Moda" y "Dako é Bom". En 2017, lanzó el primero videoclipe oficial de su carrera, intitulado "Se liberta" . Tiene MC Carol como ahijada artística.
Su DVD, llamado "Tati Quebra-Barraco En vivo", ganó el premio "DVD de Oro" del programa Domingo Legal. La cantante tiene proyección internacional y ya hizo diversos conciertos en el exterior, principalmente en Alemania y  los Estados Unidos.
En junio de 2010, el PTC lanzó la candidatura de Tati para el cargo de diputada federal. La cantante consiguió sólo 1052 votos, o sea 0,01% de los electores, no consiguiendo elegirse.
En 25 de mayo de 2015, Tati estrenó como mentora en el reality de funkeiras llamado "Lucky Ladies", exhibido por la Fox Life . Desde 2010, Tati viene siendo sondada para participar del reality La Hacienda.

## Vida personal
Tatiana es madre de tres hijos y posee dos nietos. En 1º de abril de 2009, Tati Quiebra-Barraco se hizo abuela por primera vez, con sólo 29 años. Su hija primogénita, de 15 años, dio a la luz un niño, que recibió el nombre de Cauã.
En diciembre de 2016, perdió su hijo Yuri, de 19 años, después de una operación de la policía realizada en la Ciudad de Dios, Zona Oeste del Río.

## Discografía

### Álbumes
- 2000 - Tati Quebra Barraco
- 2004 - Boladona
- 2014 - Se Liberta

### Singles
De entre sus singles de mayor éxito están:
- 1. Boladona
- 2. Sou Feia Mais To Na Moda
- 3. Orgía
- 4. Fama de Putona
- 5. Dako é bom
- 6. Frango Assado
- 7. Eva e Adão
- 8. Tu Quer ser Eu
- 9. Kabo Kaki
- 10. Vou Botar Você na Pista

- Datos: Q7688054
- Multimedia: Tati Quebra Barraco / Q7688054